# Oxira nigrosigna
Oxira nigrosigna är en fjärilsart som beskrevs av Moore 1881. Oxira nigrosigna ingår i släktet Oxira och familjen nattflyn. Inga underarter finns listade i Catalogue of Life.